# 林煐岷
林煐岷（：／ Lim Young Min；1995年12月25日—），韓國男歌手，所屬經紀公司為Brand New Music。2017年參加韓國Mnet選秀節目《PRODUCE 101 S2》並入圍總決賽，最終成績為第15名。同年7月27日，與同公司練習生金東賢以小分隊MXM成員的身份發行單曲〈GOOD DAY〉及〈I JUST DO〉，9月6日發表迷你專輯《UNMIX》正式出道。於2019年5月22日與田雄、金東賢、朴佑鎭、李大輝以AB6IX出道，並擔任隊長及rapper。於2020年6月8日正式退出AB6IX，並於11月初入伍，2023年8月，發行個人出道專輯“ROOM”

## 經歷

### 早期生涯
林煐岷在1995年12月25日出生於韓國釜山廣域市，家庭成員有父母、哥哥임영재（音譯：林煐宰）和小七歲的弟弟임정민（音譯：林正岷）。五歲之前曾於新加坡生活過。畢業於大渚中學校和釜山江西高等學校並於中學時擔任學生會副會長一職，而那時哥哥林煐宰是學生會會長。
2008年3月開始學習舞蹈，高中時便因為夢想而開始練習生活。過去曾參加SM娛樂、JYP娛樂、Cube娛樂等公司的選秀。2014年由故鄉釜山北上至首爾，曾於RBW旗下培訓，因此具有一定的歌唱實力。後參加ALL IN ONE聯合選秀，於3500人中獲得第一名，Musicwands、Brand New Music、樂華和Pledis最終合格。並於2016年10月選擇簽約Brand New Music成為旗下練習生。
林煐岷持有漢字實力二級國家公認資格證。

### 出道前：《PRODUCE 101 S2》

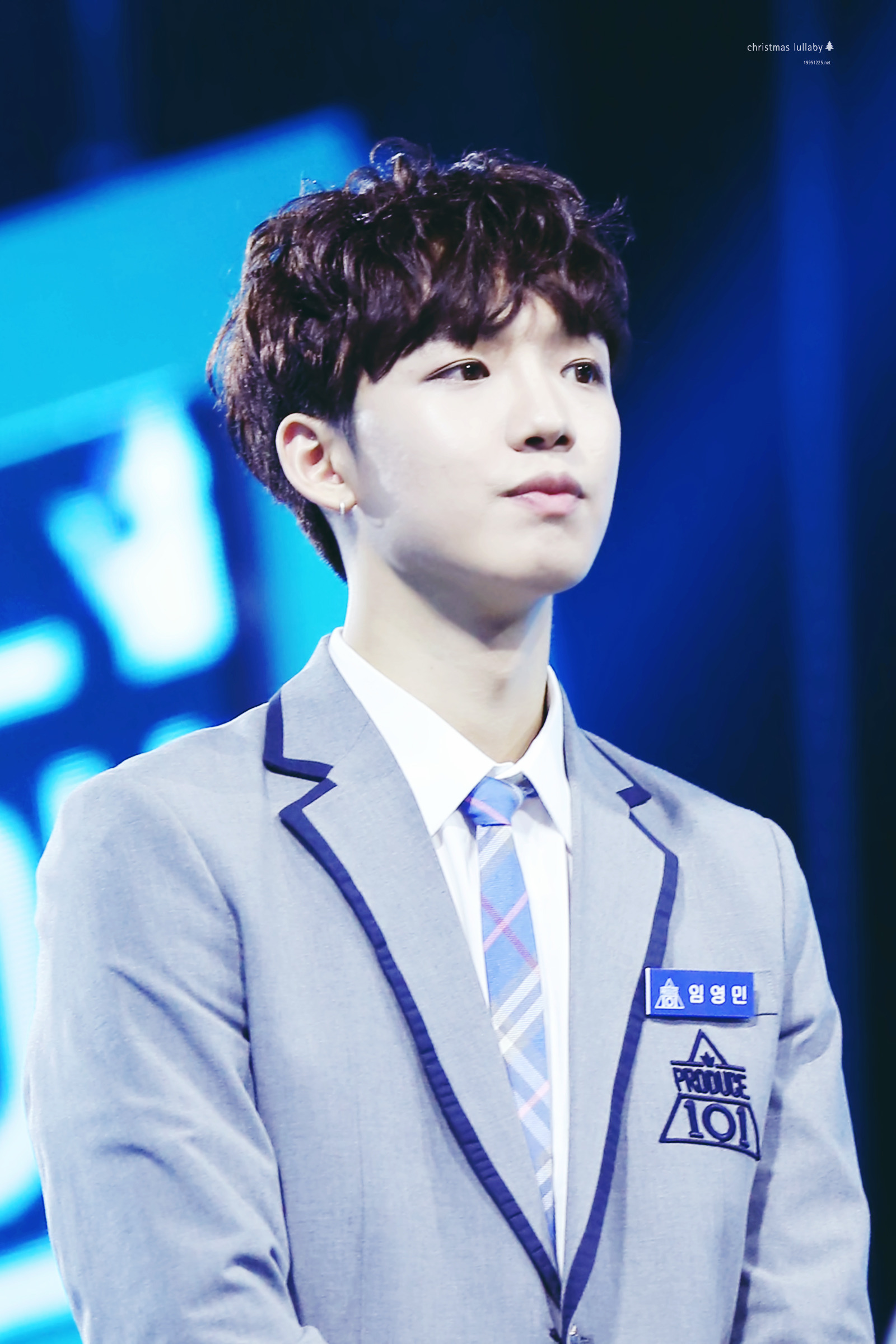
2017年6月16日於《PRODUCE 101 S2》總決賽。

2017年，林煐岷以Brand New Music練習生身份參加大型男團生存實境節目《PRODUCE 101 S2》。101位來自52間不同經紀公司的練習生與個人練習生將會接受唱歌、舞蹈等訓練並競爭。每集由國民製作人經過網路投票選出練習生排名，而最後一集排名前11的練習生將以YMC娛樂旗下藝人的身份進行為期一年半的活動。在6月16日最後一集中，林煐岷共獲得654,505票數，最終成績為第15名。

#### 《PRODUCE 101 S2》排名
| 名次（粗體為綜合投票排名）                                     |        |        |        |         |         |           |         |          |
| 集數                                                           | 第一集 | 第二集 | 第三集 | 第五集  | 第六集  | 第八集    | 第十集  | 第十一集 |
| 得票數                                                         | -      | -      | -      | 312,983 | -       | 2,011,798 | 197,721 | 654,505  |
| 排名                                                           | 24     | 27(↓3) | 31(↓4) | 27(↑4)  | 12(↑15) | 5(↑7)     | 17(↓12) | 15(↑2)   |
| * 紅色箭頭為排名上升，藍色箭頭為排名下降，綠色箭頭為排名持平。 |        |        |        |         |         |           |         |          |

### 2017年：小分隊MXM出道
- 7月27日，林煐岷與金東賢組成小分隊MXM並發行先行曲〈GOOD DAY〉及〈I JUST DO〉。[3][4]

- 9月6日，MXM推出首張迷你專輯《UNMIX》正式出道。[5]

### 2018年：企划团体YDPP
- 3月26日，《PRODUCE 101 (第二季)》出身的林煐岷、郑世云、李光贤、金东贤（MXM），组成企划团体YDPP。在STARSHIP娱乐及Brand New Music官方公开。
- 3月29日，公开企划团体YDPP，公开了歌曲预告《LOVE IT LIVE IT》。4月5日，公开《LOVE IT LIVE IT》MV。
- 7月19日，播出所參與錄製的《SUPER TV》節目。

### 2019年：正式團體AB6IX
- 5月22日，與其餘Brand New Music旗下藝人田雄、金東賢、朴佑鎭、李大輝一起，以AB6IX名義重新出道，並在隊內擔任隊長及rapper。

### 2020年：個人事件
- 5月31日，凌晨因酒駕被吊銷駕照
- 6月4日，官方公告酒駕事件，並有部分粉絲質疑其真實性。
- 6月8日，官方公告因個人因素正式退出AB6IX。
- 10月15日，韓媒報導為了自我反省將會11月初入伍。
- 11月3日，入伍。

### 2022年
- 3月18日，不歸隊退伍
- 5月2日，正式退伍。
- 8月12日，發行單曲 BROKEN WINGS 回歸。

### 2023年
- 1月9日，開通個人INSTAGRAM:y0ung_wiu
- 8月29日，發布個人出道專 “ROOM”

## 音樂作品

### 詞曲創作
KOMCA登記編號：10015744
| 日期          | 歌曲                                               | 歌手   | 專輯                             | 備註                             |
| 2017年7月27日 | 《I JUST DO》                                      | MXM    | 《UNMIX》                        | 參與作詞                         |
| 2017年9月6日  | 《객관적인 시선》                                  | MXM    | 《UNMIX》                        | 參與作詞                         |
| 2017年9月6日  | 《오늘은 여기까지》                                | MXM    | 《UNMIX》                        | 參與作詞                         |
| 2018年1月10日 | 《DIAMOND GIRL》                                   | MXM    | 《MATCH UP》                     | 參與作詞                         |
| 2018年8月14日 | 《WITHOUT U》                                      | MXM    | 專輯單曲收錄於《MORE THAN EVER》 | 與金東賢合作填詞                 |
| 2018年8月14日 | 《DAWN》                                           | MXM    | 專輯單曲收錄於《MORE THAN EVER》 | 與李大輝合作填詞、作曲           |
| 2018年8月14日 | 《移不開視線 (눈을 못 떼)(煐岷 SOLO feat. KANTO)》 | MXM    | 專輯單曲收錄於《MORE THAN EVER》 | 參與作詞作曲                     |
| 2018年8月14日 | 《LOVE ME NOW》                                    | MXM    | 專輯單曲收錄於《MORE THAN EVER》 | 參與填詞                         |
| 2019年5月22日 | 《Hollywood》                                      | AB6IX  | 專輯單曲收錄於《B:COMLPETE》     | 與李大輝、金東賢、朴佑鎭合作填詞 |
| 2019年5月22日 | 《ABSOLUTE (完全體)》                              | AB6IX  | 專輯單曲收錄於《B:COMLPETE》     | 與朴佑鎭、李大輝合作填詞         |
| 2019年5月22日 | 《별자리 (SHINING STARS)》                         | AB6IX  | 專輯單曲收錄於《B:COMLPETE》     | 與金東賢、朴佑鎭合作填詞         |
| 2019年5月22日 | 《BREATHE》                                        | AB6IX  | 專輯單曲收錄於《B:COMLPETE》     | 與李大輝、朴佑鎭、Rhymer合作填詞 |
| 2019年5月22日 | 《LIGHT ME UP》                                    | AB6IX  | 專輯單曲收錄於《B:COMLPETE》     | 與李大輝、朴佑鎭合作填詞         |
| 2019年5月22日 | 《둘만의 춤 (DANCE FOR TWO)》                      | AB6IX  | 專輯單曲收錄於《B:COMLPETE》     | 與李大輝、朴佑鎭合作填詞         |
| 2019年10月7日 | 기대 (BE THERE)                                    | AB6IX  | 專輯單曲收錄於《6IXSENSE》       | 與朴佑鎭、Rhymer合作填詞         |
| 2019年10月7日 | BLIND FOR LOVE                                     | AB6IX  | 專輯單曲收錄於《6IXSENSE》       | 與李大輝、朴佑鎭合作填詞         |
| 2019年10月7日 | 민들레꽃 (DANDELION)                               | AB6IX  | 專輯單曲收錄於《6IXSENSE》       | 與李大輝、朴佑鎭合作填詞         |
| 2019年10月7日 | SUNSET                                             | AB6IX  | 專輯單曲收錄於《6IXSENSE》       | 與李大輝、朴佑鎭合作填詞         |
| 2019年10月7日 | _AND ME                                            | AB6IX  | 專輯單曲收錄於《6IXSENSE》       | 與金東賢、朴佑鎭合作填詞         |
| 2019年10月7日 | LOVE AIR                                           | AB6IX  | 專輯單曲收錄於《6IXSENSE》       | 與李大輝、朴佑鎭合作填詞         |
| 2019年10月7日 | 이쁨이 지나치면 죄야 죄 (PRETTY)                   | AB6IX  | 專輯單曲收錄於《6IXSENSE》       | 與金東賢、朴佑鎭合作填詞         |
| 2019年10月7日 | SHADOW                                             | AB6IX  | 專輯單曲收錄於《6IXSENSE》       | 參與作曲、與朴佑鎭合作填詞       |
| 2019年10月7日 | DEEP INSIDE                                        | AB6IX  | 專輯單曲收錄於《6IXSENSE》       | 與金東賢、朴佑鎭合作填詞         |
| 2019年10月7日 | D.R.E.A.M                                          | AB6IX  | 專輯單曲收錄於《6IXSENSE》       | 與朴佑鎭合作填詞                 |
| 2020年2月13日 | 좋게 끝내 (BREAK UP)                               | 林煐岷 | 專輯單曲收錄於《5NALLY》         | 參與作詞                         |
| 2022年8月12日 | BROKEN WINGS                                       | 林煐岷 | 個人單曲                         | 參與作詞作曲                     |

### 《PRODUCE 101 S2》個人直拍
| 發布日期      | 曲名                                  | 備註                     |
| 2017年4月21日 | Be Mine （页面存档备份，存于）        | 《PRODUCE 101 S2》練習生 |
| 2017年5月19日 | Boys And Girls （页面存档备份，存于） | 《》練習生               |
| 2017年6月2日  | 打開吧 （页面存档备份，存于）         | 《》成員身份             |

## 綜藝節目

### 個人綜藝
| 播出日期               | 電視台   | 節目名稱                   | 集數        | 備註                                     |
| ---------------------- | -------- | -------------------------- | ----------- | ---------------------------------------- |
| 2017年4月7日－6月16日  | Mnet     | 《Produce 101 第二季》     | E01-E11     | 第15名                                   |
| 2017年8月6日           | tvN      | 《腦性時代：問題男子》     | EP124       | 與柳善皓、李義雄                         |
| 2018年6月11日          | Naver TV | 《Photo People2 in TOKYO》 |             | 與金在中、南優鉉、柳善皓、曹世鎬、李泰煥 |
| 2018年7月26日          | XtvN     | 《SUPER TV》               | 第二季 EP08 | 與鄭世雲、李光賢、金東賢                 |
| 2018年10月11日         | Mnet     | 《家訪老師》               | EP08        | 演播室嘉賓                               |
| 2018年10月18日         | Mnet     | 《家訪老師》               | EP09        | 漢字老師                                 |
| 2019年4月18日－6月13日 | Mnet     | 《BRANDNEWBOYS》           | EP01-EP08   | AB6IX全员                                |
| 2019年5月27日          | KBS      | 《大國民脫口秀-你好》      | EP415       | 與李大輝                                 |

## 外部連結
個人

• Instagram
AB6IX
- FanCafe （页面存档备份，存于）
- Instagram （页面存档备份，存于）
- 官方Twitter （页面存档备份，存于）
- 成員Twitter （页面存档备份，存于）
- Youtube （页面存档备份，存于）
- Facebook （页面存档备份，存于）
- V Live （页面存档备份，存于）

BNM BOYS
- Instagram （页面存档备份，存于）
- Facebook （页面存档备份，存于）
- V Live （页面存档备份，存于）